# Орден Карла Маркса
Орден Карла Маркса (нем. Karl-Marx-Orden) — высший орден Германской Демократической Республики.

## История
Орден учреждён 5 мая 1953 года, в 135-ю годовщину со дня рождения Карла Маркса.
Орден вручался за выдающиеся заслуги в рабочем движении, в развитии науки и культуры, в области народного хозяйства и построения «единой, независимой, миролюбивой Германии». С 1978 года также вручался при присвоении звания Герой ГДР.
Помимо ордена, кавалеру присуждалась премия в размере 20 000 марок ГДР.
Носится на левой стороне груди.

## Описание знака
Знак ордена изготавливался из золота 333 пробы и представлял собой покрытую красной эмалью пятиконечную звезду, между лучами которой размещены пучки дубовых листьев. В центре звезды в круглом медальоне рельефный профиль Карла Маркса.
Знак ордена при помощи соединительного кольца прикреплён к металлической пятиугольной колодке, обтянутой красной муаровой лентой.
Для повседневного ношения имелась планка ордена, покрытая красной муаровой лентой с металлическим миниатюрным дубовым листом.